# Gertrude Bell
Gertrude Margaret Lowthian Bell, CBE, britanska alpinistka, arheologinja in vohunka, * 14. julij 1868, † 12. julij 1926, Bagdad.
Skupaj z Lawrencem Arabskim je bila zaslužna za pridobitev arabskih Druzov, da so napadali Turke in tako pomagali antanti med prvo svetovno vojno.